# Jacek Kulm
Jacek Kulm (ur. w 1943 w Lublinie) – polski artysta fotograf. Członek rzeczywisty Okręgu Wielkopolskiego Związku Polskich Artystów Fotografików. Syn Ryszarda Kulma.

## Życiorys
W latach 1946–1950 mieszkał w Szczecinie. W 1950 roku przeniósł się do Poznania, gdzie mieszka i pracuje do dziś. W latach 1964–1971 studiował historię sztuki na Universidad Autónoma Metropolitana. W 1965 roku zdał egzamin na Mistrza Fotografii u profesora J. Czarneckiego. W latach 1966–1969 był fotoreporterem w RO ZSP (Studenckiej Agencji Fotograficznej).
Jacek Kulm jest związany z fotografią artystyczną od ponad 50 lat – jego pierwszą wystawą fotograficzną były „Impresje włoskie” zaprezentowane w 1969 roku w „Galerii Nowa” w Poznaniu. W jego twórczości miejsce szczególne zajmuje fotografia teatralna. Od 1972 roku Kulm współpracuje z teatrami polskimi i teatrami za granicą, takimi jak (m.in.): Teatr Nowy w Poznaniu, Teatr Wielki w Warszawie, Teatr Polski w Poznaniu, Teatr Muzyczny w Poznaniu, Estrada Poznańska, Polski Teatr Tańca, Pantomima Henryka Tomaszewskiego, Pantomima Głuchych w Olsztynie, Balhof Theater w Hanowerze, Aegi Theater w Hanowerze.
Jacek Kulm jest autorem i współautorem wielu wystaw fotograficznych; indywidualnych i zbiorowych, w Polsce i za granicą. Wystawiał swoje prace (m.in.) w Berlinie, Hamburgu, Hanowerze, Lipsku, Sofii, Paryżu, Poznaniu. W 2012 roku w „PBG Gallery” w Wysogotowie miało miejsce otwarcie wystawy „Retrospektywa”, połączone z jubileuszem 50-lecia pracy twórczej i 70-lecia urodzin artysty.
W 2017 roku Jacek Kulm został laureatem Nagrody Artystycznej Miasta Poznania 2017.